# Karl Johan Flodin

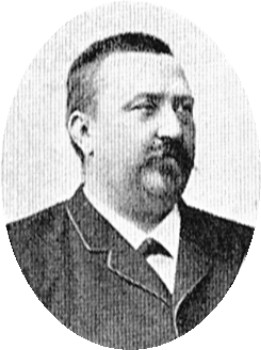
Karl Johan Flodin.

Karl Johan Flodin, född 31 december 1848 i Västra Husby socken, Östergötland, död 28 december 1920 i Stockholm, var en svensk murmästare och byggmästare huvudsakligen verksam i Stockholm.

## Biografi
Flodin arbetade som murare mellan 1870 och 1876 och antogs som gesäll hos byggmästaren Johan Möller. 1871-1876 var Flodin elev vid Tekniska skolan i Stockholm och i februari 1891 godkändes han som byggmästare av Stockholms stads byggnadsnämnd. 1897 erhöll han burskap och 1898 inträdde han i Murmestare Embetet. Han uppträdde även som byggherre och uppförde bostadshus i egen regi för spekulation. Bland hans arbeten märks Havssvalget 17 vid Storgatan 10 uppfört 1906 och Vedbäraren 18 vid Karlavägen 82 uppfört 1913 båda i överdådig jugendstil och ritade av arkitektkontoret Hagström & Ekman. I Vedbäraren 18 bodde Flodin själv 1914 och 1915. Båda husen är blåmärkta av Stadsmuseet i Stockholm vilket innebär "att bebyggelsen bedöms ha synnerligen höga kulturhistoriska värden". Från 1916 och fram till sin död 1920 bodde han i huset Hantverkargatan 10 som han byggt 1910-1912.

### Byggnader i urval
Under sin aktiva tid som byggmästare uppförde Flodin ett 30-tal nybyggnader i Stockholm, bland dem (i kronologisk ordning, husnummer överensstämmer inte alltid med dagens):

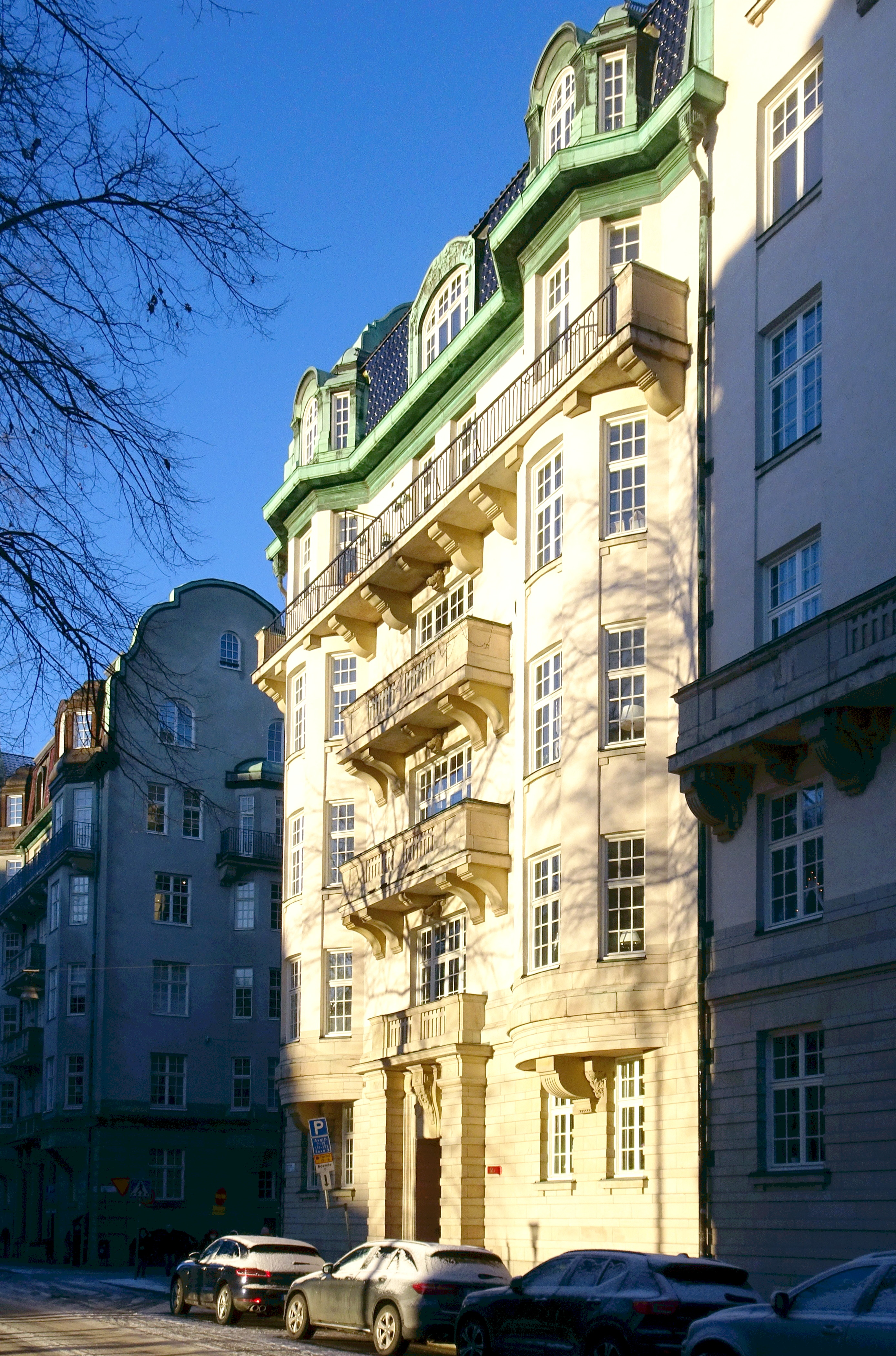
Vedbäraren 18, Karlavägen 85, uppfört av Flodin 1912-1913. Foto: 2021.

- Grevgatan 11-15 (Valfisken 23, 29, 30), 1880-1881
- Kungstensgatan 21 (Astrea 2), 1882-1883
- Surbrunnsgatan 24 (Geten 3), 1882-1883
- Döbelnsgatan 31 (Jägaren 20), 1883-1884
- Luntmakargatan 87 (Blompottan 6), 1884-1885
- Rådmansgatan 8-10 (Vakteln 1, 14), 1885-1886
- David Bagares gata 26 (Johannes mindre 7), 1888
- Floragatan 6 (Lönnen 22), 1888-1889
- Artillerigatan 27 (Brandmästaren 25), 1890-1891
- Grev Turegatan 40 (Guldfisken 1), 1890-1891
- Villagatan 24 (Granen 18), 1894-1895
- Banérgatan 10 (Stallmästaren 5), 1895-1996
- Linnégatan 82 (Stallmästaren 9), 1895-1897
- Riddargatan 25 (Valfisken 23), 1901-1902
- Grevgatan 7 (Falken 13), 1902-1903
- Östermalmsgatan 42 (Linden 10), 1902-1904
- Villagatan 8 (Linden 9), 1904-1905
- Storgatan 10 (Havssvalget 17), 1906-1907
- Hantverkargatan 10-12 (Bananen 2 och 3), 1910-1912
- Karlavägen 85 (Vedbäraren 18), 1912-1913
- Erik Dahlbergsallén 9 (Djursborg 2), 1912-1914
- Lützengatan 7 (Trumslagaren 3), 1912-1915

### Bilder (byggnader i urval)

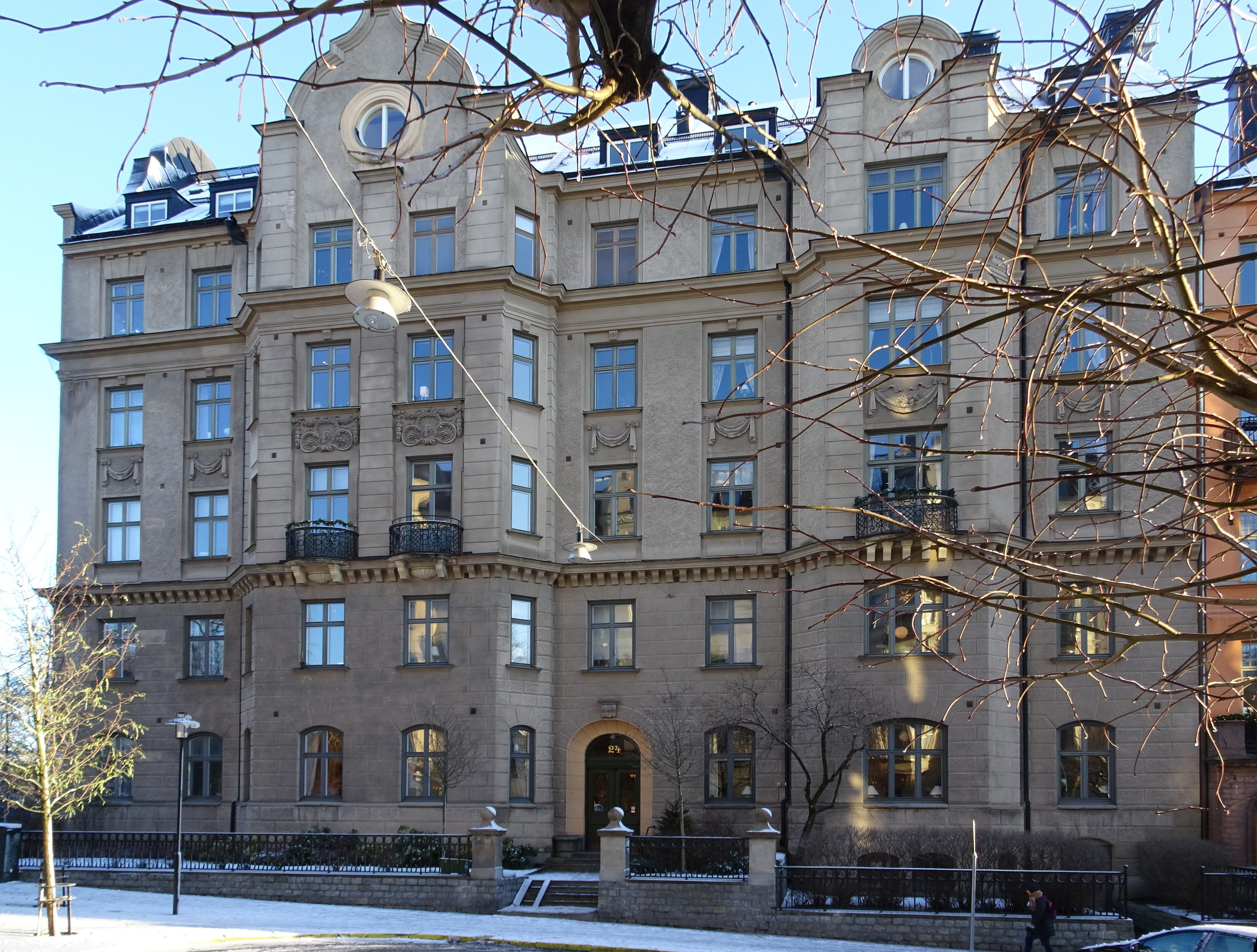
Villagatan 24 (Granen 18).
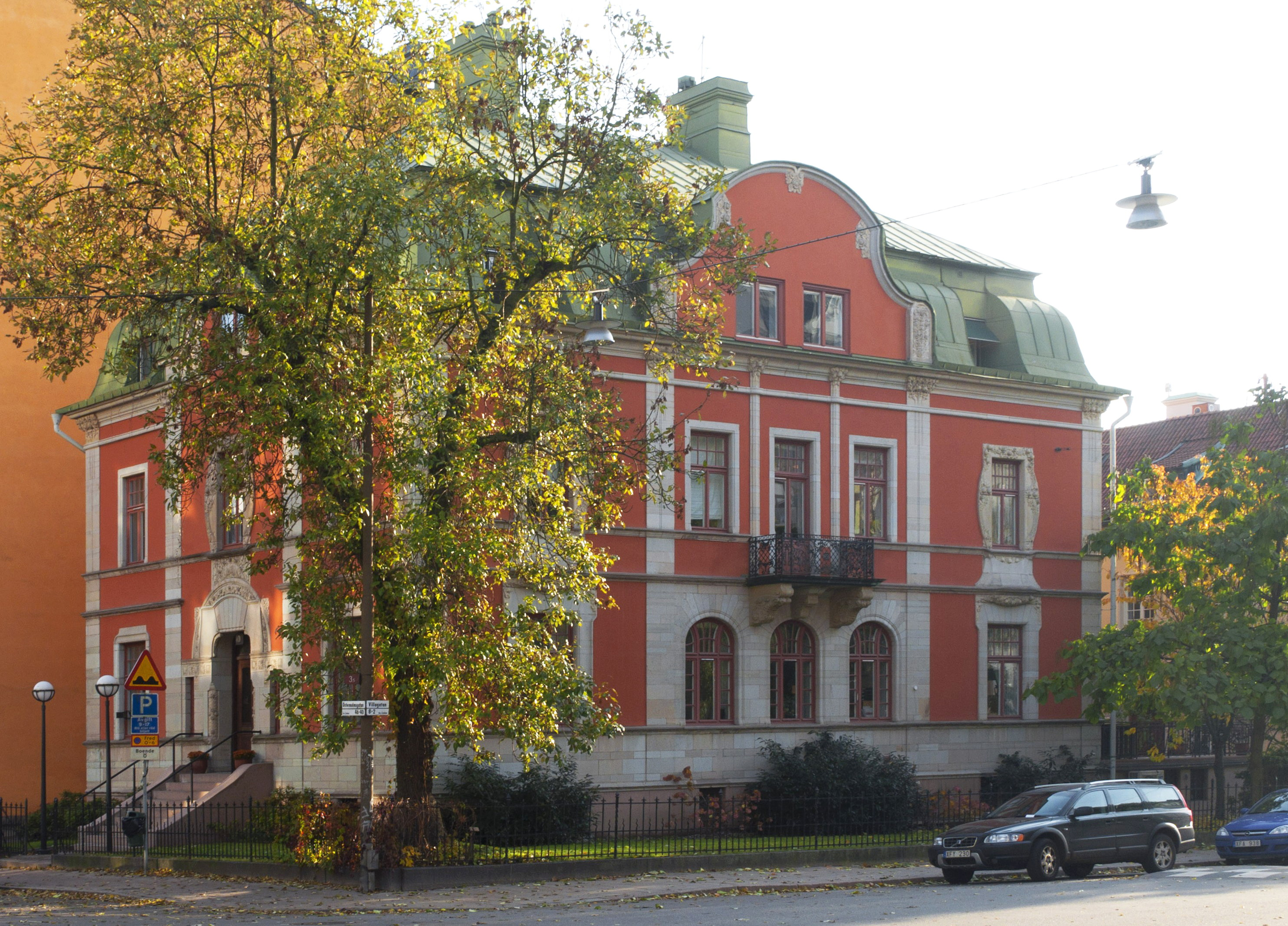
Villagatan 8 (Linden 9).
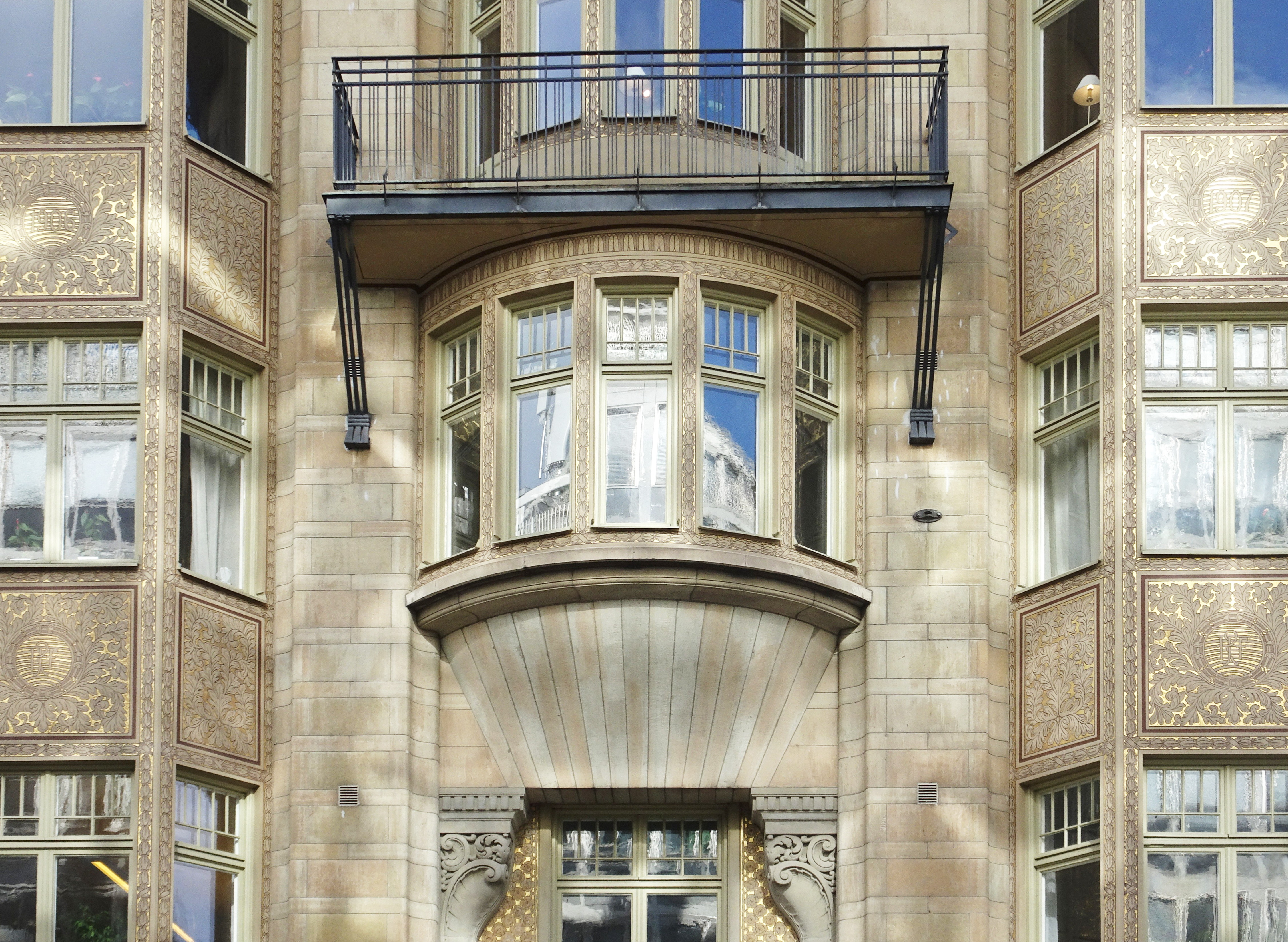
Storgatan 10 (Havssvalget 17), fasaddetalj. Lägg märke till Flodins initialer KJF på burspråkens bröstning.
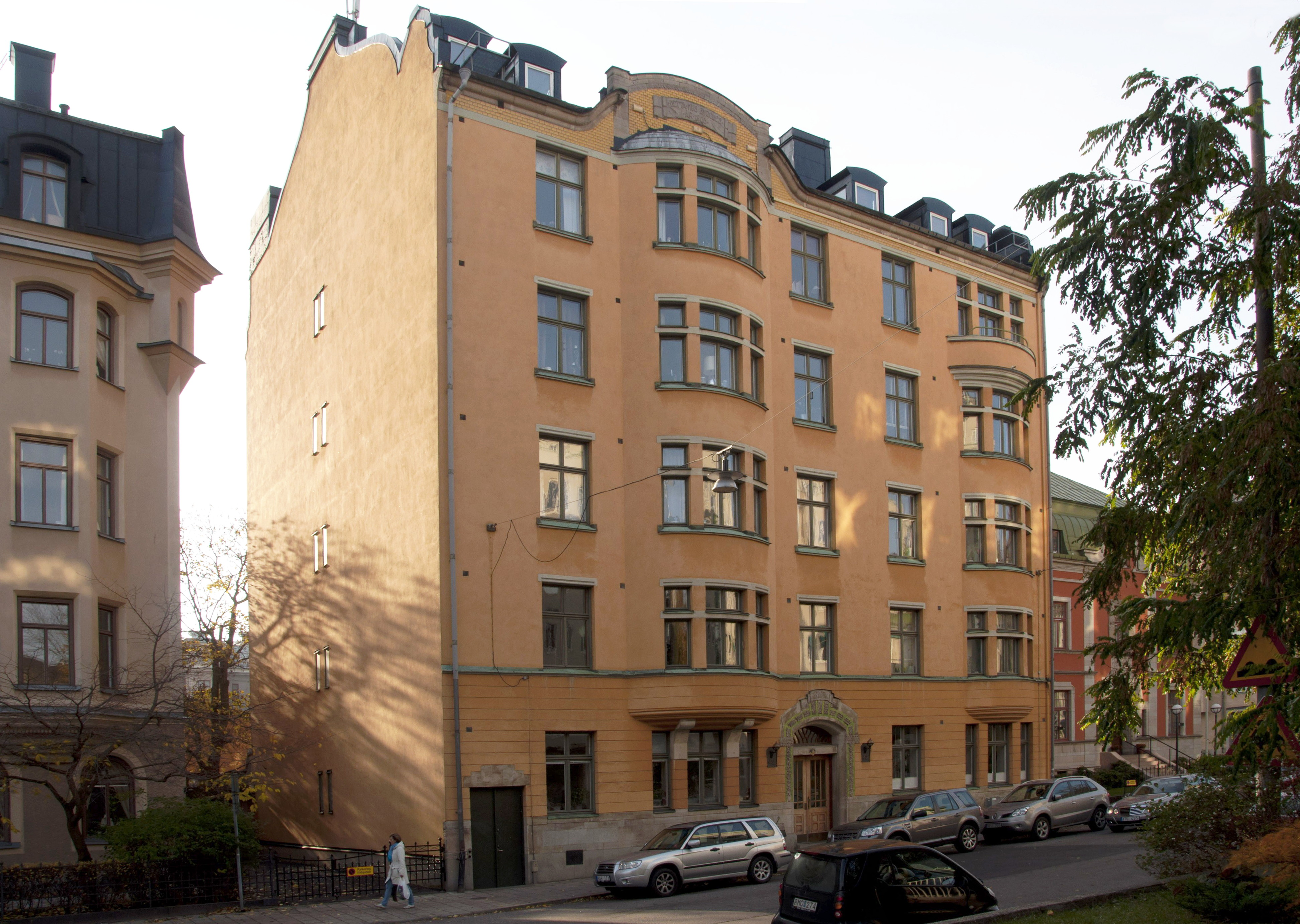
Östermalmsgatan 42 (Linden 10).
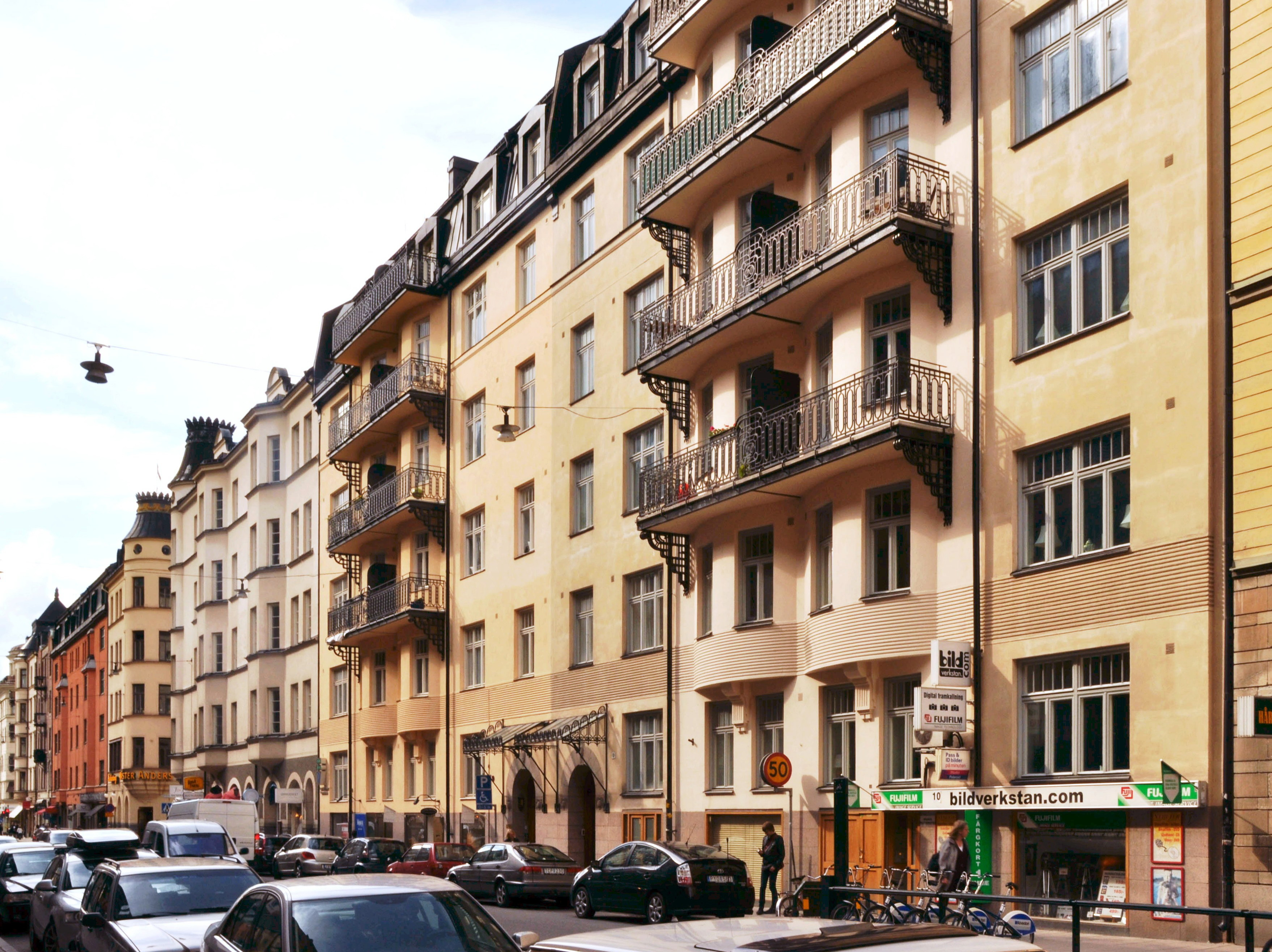
Hantverkargatan 10-12 (Bananen 2 och 3), Flodins sista bostadsadress.